# Grüneule
Die Grüneule, auch Trockenrasen-Grüneule (Calamia tridens), ist ein Schmetterling (Nachtfalter) aus der Familie der Eulenfalter (Noctuidae).

## Merkmale

### Falter
Die Falter haben eine Flügelspannweite von 37 bis 41 mm. Die frisch geschlüpften Falter haben intensiv grün gefärbte Vorderflügel und sind damit in Mitteleuropa unverwechselbar. Manche Exemplare besitzen zusätzlich noch einen halbmondförmigen, weißen Fleck in der Mitte des Vorderflügels. Gelegentlich ist zusätzlich noch ein kleiner Diskalfleck vorhanden. Die Flügelränder sind meist aufgehellt. Abgeflogene Exemplare können ihre grüne Farbe aber fast verloren haben. Die Hinterflügel sind hellweiß bis leicht bräunlich angehaucht.

### Ei
Das kugelige Ei besitzt eine stark abgeflachte Basis. Die Außenseite ist mit zahlreichen, leicht gewellten Längsrippen besetzt. Die frisch abgelegten Eier sind gelblich und werden bis kurz vor dem Schlüpfen rötlichgelb.

### Raupe
Die relativ kurze und dicke Raupe ist dunkelbraun. Die helle Rückenlinie ist meist sehr undeutlich begrenzt. Die schwarzen Punktwarzen sind behaart. Der Kopf der Raupe ist rotbraun, der Halsschild braunschwarz mit einer rotbraunen Mittellinie.

### Puppe
Die dunkelbraune Puppe ist relativ schlank und dunkelbraun gefärbt. Der Kremaster weist vier lange Borsten auf.

### Ähnliche Arten
Die Art ist äußerlich nicht von ihrer Schwesterart Calamia staudingeri zu unterscheiden, lediglich die Geschlechtsorgane von Männchen und Weibchen differieren. Diese Art kommt nur in Asien vor. Die genaue Verbreitung dieser Art ist durch die große Ähnlichkeit mit C. tridens nicht genau bekannt.

## Geographische Verbreitung und Lebensraum
Die Art ist in fast ganz Europa verbreitet, von Portugal im Westen bis zum Ural im Osten. Im Norden kommt sie bis nach Südskandinavien und Südfinnland vor. Sie fehlt aber weitgehend in Westfrankreich, auf den Britischen Inseln (eine isolierte Population in Irland?) und in den südlichen Teilen der Iberischen Halbinsel, Italiens und Griechenlands, ebenso auf den Mittelmeerinseln. Im Osten erstreckt sich das Verbreitungsgebiet über Kleinasien und das südliche Kasachstan bis zum Altai. Die Art wurde von Jacob Hübner ursprünglich aus der Umgebung von Berlin erstbeschrieben.
Die Art bevorzugt warme, trockene Graslandschaften, Steppen oder nur gering bewaldete Regionen. Sie tritt nirgends häufig auf und findet sich meist nur vereinzelt. In den Alpen kommt die Art bis in 1800 m Höhe vor.

## Lebensweise
Die Art bildet eine Generation, deren Falter von Juli bis September fliegen. Die Falter besuchen z. T. auch am Tage Blüten und werden nachts vom Licht angezogen. Die Eier werden in Reihen an die Raupennahrungspflanzen abgelegt. Die Raupen leben von Einjährigem Rispengras (Poa annua), Schwingel (Festuca) und Zwenken (Brachypodium). Die Raupen leben zunächst im Stängel, später in einer kleinen Röhre in der Erde oder auch in einer Gespinströhre am Boden. Das Ei oder auch die junge Raupe überwintern. Die Raupen fressen hauptsächlich an und in den Wurzeln. Sie sind im Mai und Juni zu finden. Die Verpuppung erfolgt in einem leichten Gespinst in der Erde.

## Gefährdung
Die Art ist in einigen deutschen Bundesländern als potenziell gefährdet oder gefährdet eingestuft, z. B. in Baden-Württemberg als „stark gefährdet“. Auch in Niedersachsen und Schleswig-Holstein wird sie als „stark gefährdet“ bzw. als „gefährdet“ eingestuft.